# Buzd, Sibiu
Buzd, mai demult Buz, (în dialectul săsesc Buss, în germană Bussd, Bußd, în maghiară Szászbuzd, Buzd) este un sat în comuna Brateiu din județul Sibiu, Transilvania, România. Se află în partea de nord a județului,  în Podișul Târnavelor. Este situat la o distanță de 5 km sud-est de Mediaș. În evul mediu a fost sat locuit în majoritate de sași. În prezent este locuit în majoritate de romi.

## Istoric
Localitatea este menționată pentru prima oară într-un act emis în 1359.
Buzdul a aparținut Capitulului Mediaș  și a fost o comună liberă în Scaunul Mediașului.

## Biserica Evanghelică-Luterană
- Vezi și Biserica fortificată din Buzd

Biserica, închinată Sf. Maria, este mică, asemenea comunității care a clădit-o. Este un edificiu de stil gotic, cu o singura navă, cor si absidă poligonală, datând de la inceputul secolului al XV-lea. Corul, elementul cu care se începea construcția unei biserici, este cea mai veche parte a edificiului și datează din secolul al XIV-lea. La începutul secolului al XV-lea a fost ridicată și sala.

## Fortificația
În prima jumătate a secolului al XV-lea a fost construită incinta fortificată. Curtinele aveau o înălțime de 6–7 m (pe partea estică se mai păstrează ziduri înalte de aproximativ 4–5 m) și erau sprijinite de contraforturi, care sunt plasate la interior în sectorul estic din cauza pantei pronunțate a dealului.

## Personalități marcante
- Doru Gheaja (n. 1941), preot

## Galerie de imagini

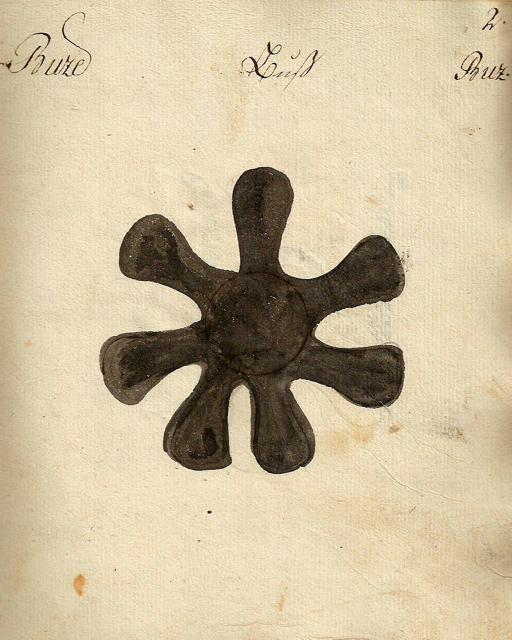
1826 - Danga pentru vitele din Buzd